# Gennaro Astarita
Gennaro Astarita (également Astaritta ; né entre 1745 et 1749 et mort le 18 décembre 1805 à Rovereto) est un compositeur italien, principalement d'opéras.

## Biographie
Son lieu de naissance est inconnu. Il est présent à Naples pendant plusieurs années où il devient maître de chapelle en 1770. Il est connu pour avoir joué un rôle important dans le développement de l'opéra en Russie. Il visite ce pays en 1781 pour la première fois et devient directeur du théâtre Pertovsky, prédécesseur du théâtre Bolchoï à Moscou dès 1784. En 1794, le prince Nicolas Borissovitch Ioussoupov, alors surintendant des théâtres impériaux de Saint-Pétersbourg, lui demande d'emmener une troupe italienne d'opéra ce qu'il fait en 1796. Astarita dirige la troupe jusqu'en 1799. Parmi ses recrues se trouve Teresa Saporiti, créatrice du rôle de Donna Anna dans le Don Giovanni de Mozart.

## Œuvres
Il compose plus de 35 opéras, dont la plupart sont des opéras bouffe. Bien qu'oubliées, ses œuvres ont connu un succès important à leur époque et ont été jouées en Allemagne, Autriche, Espagne, Portugal et en Russie. Il a également composé des ballets et de la musique sacrée.

### Opéras

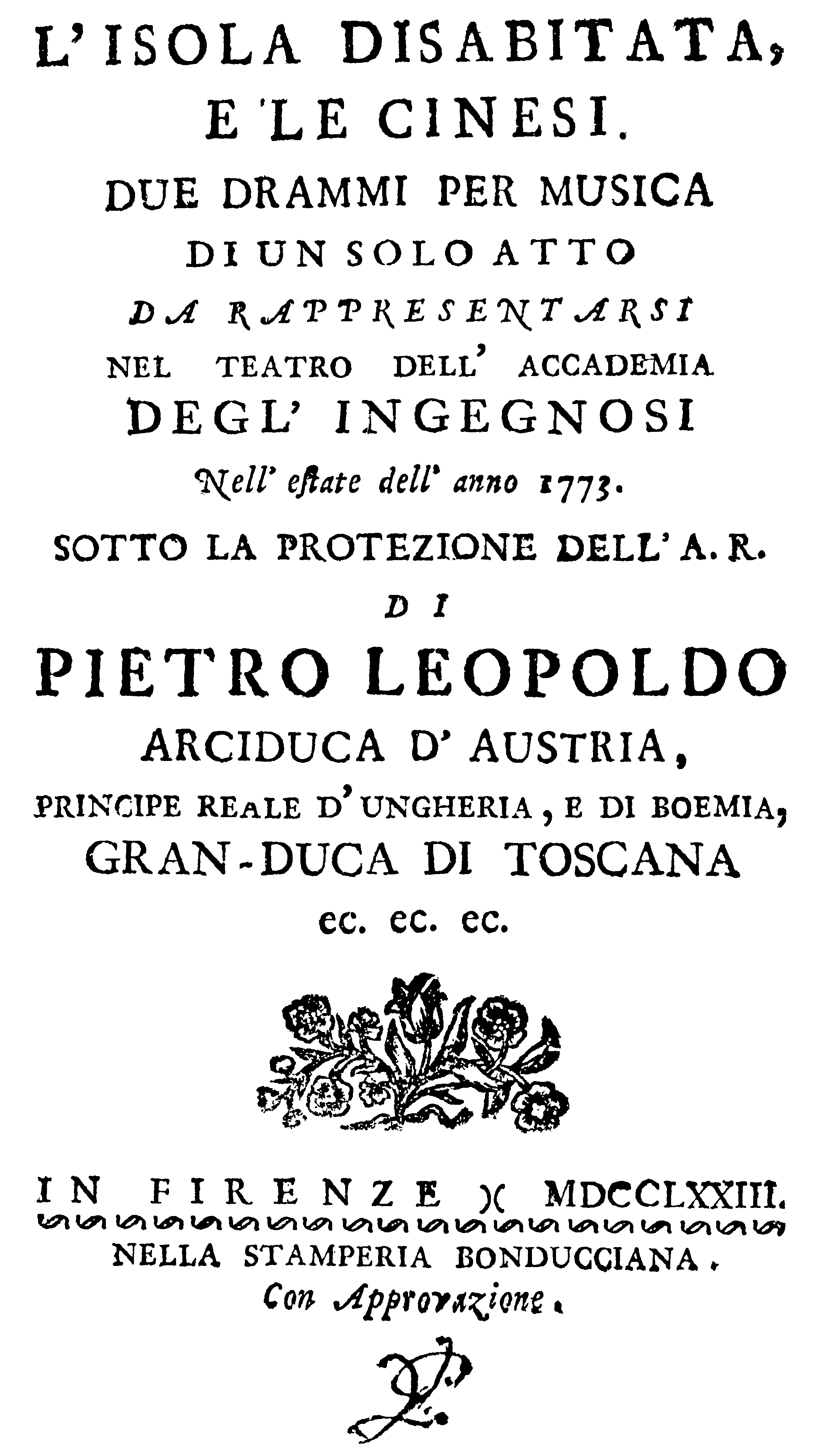
Livret de L'isola disabitata et Le cinesi (1773)

- Il corsaro algerino (opera buffa, livret de Giuseppe Palomba, 1765, Naples)
- L'astuta cameriera (dramma giocoso, 1770, Turin)
- Gli amanti perseguitati (opera semi-seria, 1770, Turin)
- Il re alla caccia (1770, Turin)
- La critica teatrale (opera buffa, livret de Ranieri de' Calzabigi, 1771, Turin)
- La contessa di Bimbimpoli (Il divertimento in campagna) (dramma giocoso, livret de Giovanni Bertati, 1772, Venise (repris comme Il divertimento in campagna à Dresde, 1783)
- L'avaro in campagna (dramma giocoso, livret de Giovanni Bertati, 1772, Turin)
- La tomba di Merlino (opera buffa, livret de Giovanni Bertati, 1772, Turin)
- La contessina (dramma giocoso, livret de Marco Coltellini d'après Carlo Goldoni, 1772, Livourne)
- L'isola disabitata et Le cinesi (drammi per musica, livret de Pietro Metastasio, 1773, Florence)
- Le finezze d'amore, o sia La farsa non si fa, ma si prova (farce, livret de Giovanni Bertati, 1773, Venise)
- Li astrologi immaginari (dramma giocoso, 1774, Lugo)
- Il marito che non ha moglie (dramma giocoso, livret de Giovanni Bertati, 1774, Venise)
- Il principe ipocondriaco (dramma giocoso, livret de Giovanni Bertati, 1774, Venise)
- La villanella incostante (dramma giocoso, Cortona, 1774)
- Il mondo della luna (dramma giocoso, livret de Carlo Goldoni, 1775, Venise)
- Li sapienti ridicoli, ovvero Un pazzo ne fa cento (dramma giocoso, livret de Giovanni Bertati, 1775, Prague)
- L'avaro (dramma giocoso, livret de Giovanni Bertati, 1776, Ferrare)
- Armida (opera seria, livret de Giovanni Ambrogio Migliavacca et Giacomo Durazzo, 1777, Venise)
- La dama immaginaria (dramma giocoso, livret de Pier Antonio Bagliacca, 1777, Venise)
- L'isola del Bengodi (dramma giocoso, livret de Carlo Goldoni, 1777, Venise)
- Il marito indolente (dramma giocoso, 1778, Bologne)
- Le discordie teatrali (dramma giocoso, 1779, Florence)
- Il francese bizzarro (dramma giocoso, 1779, Milan)
- Nicoletto bellavita (opera buffa, 1779, Trévise)
- La Didone abbandonata (opera seria, livret de Pietro Metastasio, 1780, Bratislava)
- Il diavolo a quattro (farce, 1785, Naples)
- I capricci in amore (dramma giocoso, 1787, Saint-Pétersbourg)
- Il curioso accidente (dramma giocoso, livret de Giovanni Bertati, 1789, Venise)
- Ipermestra (opera seria, livret de Pietro Metastasio, 1789, Venise)
- L'inganno del ritratto (dramma giocoso, 1791, Florence)
- La nobiltà immaginaria (intermezzo, 1791, Florence)
- Il medico parigino o sia L'ammalato per amore (dramma giocoso, livret de Giuseppe Palomba, 1792, Venise)
- Le fallaci apparenze (dramma giocoso, livret de Giovanni Battista Lorenzi, 1793, Venise)
- Rinaldo d'Asti (opera buffa, livret de Giuseppe Carpani, 1796, Saint-Pétersbourg)
- Gl'intrighi per amore (opera buffa, 1796, Saint-Pétersbourg)

## Source de traduction
- (en) Cet article est partiellement ou en totalité issu de l’article de Wikipédia en anglais intitulé « Gennaro Astarita » (voir la liste des auteurs).